# 헤비 베이비
헤비 베이비(Heyy Babyy)는 인도에서 제작된 사지드 칸 감독의 2007년 영화이다. 악쉐이 쿠마르 등이 주연으로 출연하였고 사지다 나디아드왈라 등이 제작에 참여하였다.

## 출연

### 주연
- 악쉐이 쿠마르
- 비드야 발란

### 조연
- 리테쉬 데쉬무크
- 파르딘 칸
- 보만 이라니

## 제작진
- 미술: 아크로폴리스